# Wacław Potocki

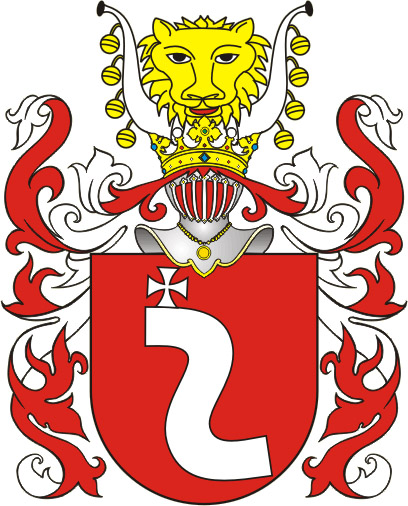
Brasão de armas dos Szreniawa.

Wacław Potocki (Wola Łużańska, 1621 - Łużna, 9 de agosto de 1696) foi um nobre (szlachcic), moralista, poeta e escritor na República das Duas Nações. Foi deputado de Cracóvia de 1678 a 1685. Ele é lembrado como um dos mais importantes escritores do barroco polonês. Seus trabalhos mais famosos são: Transakcja wojny chocimskiej (também conhecido por Wojna chocimska ou A Guerra de Chocim) e sua coleção de epigramas, Ogród fraszek (Jardim de Rimas). Eles dão uma clara visão de como eram as idéias e modos dos membros da szlachta polonesa no período que correspondeu ao fim da Era dourada da República das Duas Nações e da existência de muitos conflitos políticos e religiosos.

## Biografia
Wacław Potocki nasceu de uma família da baixa szlachta, pertencente à seita cristã ariana da Irmandade polonesa. Por este motivo ele freqüentou a Academia da Irmandade polonesa em Racibórz. Depois de O Dilúvio (a invasão sueca e a ocupação da Polônia de 1655 a 1657), a Irmandade polonesa foi extinta e seus membros mandados para o exílio da República por terem apoiado os invasores suecos. A Wacław foi dado a chance de escolher entre o exílio e a conversão ao catolicismo romano e depois de muito relutar escolheu a conversão. Sua esposa, porém, se recusou a acompanhá-lo em sua decisão e por muitos anos ele temeu pela vida dela.
Eles foram morar em sua propriedade rural em Łuzna na região dos Cárpatos da República. Participou da luta contra os revoltosos cossacos em 1638, esteve presente na Batalha de Beresteczko em 1651 e nas guerras contra os suecos (1656–1657). Entre 1665 e 1666 ele apoiou a rokosz de Jerzy Sebastian Lubomirski. Mais tarde apoiou os reis Michał Korybut Wiśniowiecki e Jan III Sobieski. 
Ele se empenhou para que ocorressem reformas no sistema político da República e pela implantação de uma monarquia hereditária ao invés da até então existente monarquia eletiva no país.
Quando os membros da Irmandade polonesa foram exilados depois de O Dilúvio, ele os apoiou e por isso foi perseguido por alguns católicos da szlachta.
Ele viveu mais tempo que sua esposa e filhos: dois de seus filhos morreram durante as guerras, e sua filha, a quem dizem ter herdado o talento do pai, morreu jovem. Morou com sua família até sua morte em 1686 e foi sepultado em Biecz.

## Obras
Ele começou a escrever seus trabalhos por volta de 1646, mais por seu próprio prazer e inicialmente sem intenção de publicá-los, mas foi convencido por seu parente, Samuel Przypkowski, a divulgar suas obras. Escreveu muitos poemas clássicos e romances sobre a vida da szlachta. Durante o tempo em que esteve vivo apenas Poczet herbów (Herbário) e dois pequenos trabalhos foram publicados. 
Sua obra mais famosa, Transakcja wojny chocimskiej ("O Progresso da Guerra de Chocim"), foi escrita durante o período de 1669–1672 e teve a primeira edição em 1850. É o seu maior romance e é considerado o melhor romance épico escrito na República das Duas Nações. Historicamente preciso, embora idealizando um pouco os heróis poloneses, ela descreve a Batalha de Chocim em 1621 e é baseada no diário de Jakub Sobieski.
Seus epigramas foram escritos por volta de 1670 e 1695 e a primeira edição foi em  1907.

## Nota
1. A data de sua morte é incerta; diversas fontes indicam datas anteriores.